# PlayStation Classic
La PlayStation Classic è una replica in miniatura della PlayStation, annunciata da Sony Interactive Entertainment nel settembre del 2018 al Tokyo Game Show e commercializzata in tutto il mondo a partire dal 3 dicembre 2018, in occasione del 24º anniversario dell'uscita della console originale. Questa console dedicata è stata prodotta sull'onda del successo delle repliche in miniatura del NES e dello SNES prodotte da Nintendo tra il 2016 e il 2017: il Nintendo Classic Mini ed il Super Nintendo Classic Mini.

## Caratteristiche tecniche
Nella confezione della PlayStation Classic, oltre alla console, sono presenti due repliche del controller PlayStation (ovvero il modello originale senza stick analogici) con cavi USB lunghi circa 1,5 metri, un cavo HDMI per l'uscita video ed un cavo USB-Micro-USB di tipo A per l'alimentazione da rete elettrica; l'alimentatore è però venduto separatamente. La console pesa circa 170 grammi e misura 149 × 33 × 105 mm, risultando quindi dell'80% più piccola in volume rispetto alla PlayStation originale e del 45% più piccola nelle dimensioni. Al suo interno la console è equipaggiata con un SoC dotato di un processore MediaTek 8167A Quad Core Cortex-A35 1.5 GHz e di una GPU PowerVR GE8300; possiede inoltre una memoria flash eMMC da 16 GB ed una memoria DDR3 da 1 GB.

## Giochi inclusi
La PlayStation Classic viene venduta con 20 giochi precaricati in memoria, che vengono eseguiti su una versione modificata dell'emulatore open source PCSX, ovvero PCSX ReARMed. Cinque dei 20 giochi vennero rivelati in anteprima durante l'annuncio della console il 18 settembre 2018, mentre tutti gli altri vennero comunicati un mese dopo. I titoli dei 20 giochi sono stati selezionati secondo due differenti liste, una per il mercato nordamericano ed europeo e l'altra per il mercato giapponese: da ciò ne consegue che solo 12 titoli sono in comune per entrambi i mercati, mentre altri 16 titoli (ovvero 8 per ciascun mercato di riferimento) risultano mutualmente esclusivi. La console non si interfaccia con PlayStation Network, pertanto non è possibile aggiungere in via ufficiale ulteriori giochi al di fuori di quelli precaricati. Ciascun gioco può essere messo in sospensione in uno stato di salvataggio (sono consentiti al massimo 4 punti di ripresa) premendo il pulsante "RESET" sulla console. Nove dei giochi precaricati per il mercato occidentale utilizzano la versione PAL a 50 Hz a prescindere dal paese in cui viene venduto: ciò significa che mentre gli utenti europei possono eseguire tali giochi senza particolari problemi, quelli nordamericani sono leggermente penalizzati a causa del diverso framerate dello standard NTSC a 60 Hz.
Per via della presenza di videogiochi come Grand Theft Auto, Metal Gear Solid e Resident Evil: Director's Cut, la PlayStation Classic è stata classificata con il rating ESRB Mature 17+ in Nord America e con il rating PEGI 18 in Europa.
| Giochi                        | Nord America/Europa | Giappone |
| ----------------------------- | ------------------- | -------- |
| Arc the Lad                   | No                  | Sì       |
| Arc the Lad II                | No                  | Sì       |
| Armored Core                  | No                  | Sì       |
| Battle Arena Toshinden        | Sì                  | Sì       |
| Cool Boarders 2               | Sì                  | No       |
| Destruction Derby             | Sì                  | No       |
| Final Fantasy VII             | Sì                  | Sì       |
| G-Darius                      | No                  | Sì       |
| Gradius Gaiden                | No                  | Sì       |
| Grand Theft Auto              | Sì                  | No       |
| Intelligent Qube              | Sì                  | Sì       |
| Jumping Flash!                | Sì                  | Sì       |
| Metal Gear Solid              | Sì                  | Sì       |
| Mr. Driller                   | Sì                  | Sì       |
| Oddworld: Abe's Oddysee       | Sì                  | No       |
| Parasite Eve                  | No                  | Sì       |
| R4: Ridge Racer Type 4        | Sì                  | Sì       |
| Rayman                        | Sì                  | No       |
| Resident Evil: Director's Cut | Sì                  | Sì       |
| Revelations: Persona          | Sì                  | Sì       |
| SaGa Frontier                 | No                  | Sì       |
| Super Puzzle Fighter II Turbo | Sì                  | Sì       |
| Syphon Filter                 | Sì                  | No       |
| Tekken 3                      | Sì                  | Sì       |
| Tom Clancy's Rainbow Six      | Sì                  | No       |
| Twisted Metal                 | Sì                  | No       |
| Wild Arms                     | Sì                  | Sì       |
| XI [sái]                      | No                  | Sì       |